# 頭城鎮南北門福德祠
南北門福德祠是「北門福德祠」與「南門福德祠」的合稱，祭祀土地公與土地婆，2006年12月15日公告為縣定古蹟。
兩間福德祠分別位於頭城老街（和平街）南北兩端，均蓋於道路中央，面前街心，背對街口，即所謂的「街頭街尾土地公」。當地居民相信如此布局可以讓土地公為居民把財，令這條街永遠商業鼎盛。

## 歷史背景
北門福德祠與南門福德祠約都是在清同治二年（1863年）創建，其中北門福德祠據說是吳沙開蘭而建的第一座福德祠，所以特別在屋簷「墀頭」立一對石獅。
進入日治時期後，南門福德祠在明治四十年（1907年）重建，北門福德祠則在大正五年（1916年）重建。二次大戰後，南門福德祠於民國六十七年（1978年）再次重建。

## 其他
兩間廟宇由當地里長兼任管理人，北門福德祠屬城東里，南門福德祠則屬城南里。